# مانيلفا
بلدية مانيلفا (بالإسبانية: Manilva) هي بلدية تقع في مقاطعة مالقة التابعة لمنطقة أندلوسيا جنوب إسبانيا.

## الديموغرافيا
بلغ عدد سكان بلدية مانيلفا 13.810 نسمة عام 2011 (وفقاً للمعهد الوطني الإسباني للإحصاء).
| 5.131 | 5.509 | 6.270 | 9.624 | 12.249 | 13.813 | 13.810 |